# زنبق النهار الكهرماني
زنبق النهار الكهرماني (الاسم العلمي:Hemerocallis fulva) هو نوع من النباتات يتبع جنس زنبق النهار من فصيلة المصفورية.